# Kristoffer Nordfeldt
Bo Kristoffer Nordfeldt (* 23. Juni 1989 in Stockholm) ist ein schwedischer Fußballspieler. Der Torwart, der an der U-21-Europameisterschaftsendrunde 2009 und der Weltmeisterschaftsendrunde 2018 teilnahm, spielte in seiner bisherigen Karriere in Schweden, der Niederlande, England  und in der Türkei. Derzeit steht er bei AIK Solna in der Allsvenskan unter Vertrag.

## Werdegang

### Karrierestart in Schweden und Nationalmannschaftsdebüt
Nordfeldt begann mit dem Fußballspielen bei IF Brommapojkarna. Während seiner Jugendzeit für den Klub wurde er von Juniorenauswahltrainer Jörgen Lennartsson in diverse schwedische Nachwuchsnationalmannschaften berufen, wobei er oftmals nur als Ersatzmann für Erik Dahlin fungierte.
2006 rückte Nordfeldt als dritter Ersatztorhüter hinter Kristoffer Björklund und Johan Liljestrand in den Kader der Männermannschaft auf. Ohne zum Einsatz gekommen zu sein, stieg er mit dem Klub in die Allsvenskan auf. Nachdem der Klub in seiner ersten Spielzeit in der schwedischen Eliteserie den Klassenerhalt verpasst hatte, rückte er in der folgenden Zweitliga-Spielzeit 2008 zum Stammtorhüter des Klubs aus dem Stockholmer Stadtteil Bromma auf und bestritt 29 der 30 Saisonspiele. Auch in den beiden Relegationsspielen gegen Ljungskile SK um den Aufstieg, die als Tabellendritter erreicht wurden, lief er für den Klub auf und trug dort dazu bei, dass die Mannschaft nach einem 1:1-Auswärts- und einem 0:0-Heimunentschieden aufgrund der Auswärtstorregel in die erste Liga zurückkehrte. Parallel spielte er sich in die schwedische U-21-Nationalmannschaft, für die er im Herbst des Jahres debütierte.
Im März 2009 verlängerte Nordfeldt seinen Vertrag bei IF Brommapojkarna um drei Jahre. Auch in der ersten Liga konnte der 19-Jährige seinen Stammplatz behaupten und kam in allen zwölf Spielen bis zur Sommerpause zum Einsatz. Ende Mai beriefen ihn die Betreuer der schwedischen U-21-Auswahl Tommy Söderberg und Jörgen Lennartsson als dritten Torhüter hinter Johan Dahlin und Pär Hansson für die U-21-Europameisterschaftsendrunde im Sommer im eigenen Land. Nachdem er ohne Turniereinsatz geblieben war, konnte er in der Liga seinen Stammplatz im Tor von BP behaupten und verpasste lediglich verletzungsbedingt einige Partien. Im Dezember des Jahres würdigte der neue Nationaltrainer Erik Hamrén seine Leistungen und nominierte ihn neben seinem Mannschaftskameraden Philip Haglund für die Januartour der schwedischen A-Nationalmannschaft. Letztlich kam er jedoch nicht zum Einsatz. Auch im Verlauf der Spielzeit 2010 hütete Nordfeldt als Stammkraft das Tor des Stockholmer Klubs, stieg aber mit der Mannschaft in die zweite Liga ab. Dennoch nominierte ihn – weiters Stammkraft bei der U-21-Auswahl – Hamrén nach dem verletzungsbedingten Ausfall von Johan Dahlin erneut für die Frühjahrstour der Nationalelf. Beim 1:1-Unentschieden gegen eine südafrikanische Auswahlmannschaft am 22. Januar 2011 debütierte er in der Landesauswahl, als er in der zweiten Halbzeit Viktor Noring ersetzte.

### Wechsel ins Ausland
Nachdem Nordfeldts Vertrag bei IF Brommapojkarna Ende 2011 ausgelaufen war, wechselte er im Frühjahr 2012 zum niederländischen Klub SC Heerenveen. Hier war er zunächst Ersatzmann hinter Brian Vandenbussche, den er nach einem Platzverweis am sechstletzten Spieltag der Spielzeit 2011/12 bei der 0:5-Niederlage gegen Ajax Amsterdam beerbte und sich in der Folge als Stammtorhüter etablierte. Während er mit dem Klub in den folgenden Jahren regelmäßig um die Teilnahme zum Europapokal spielte, etablierte er sich im Kreis der schwedischen Nationalmannschaft. Dort stand er im Schatten von Andreas Isaksson, kam aber vereinzelt in Freundschaftsspielen zum Einsatz.
Im Juni 2015 wechselte Nordfeldt zum walisischen Verein Swansea City. Dort sollte er dem im Vorjahr verpflichteten Łukasz Fabiański nach einer durchwachsenen Debütsaison für die Waliser Konkurrenz machen, konnte diesen jedoch nicht vom Stammplatz zwischen den Pfosten verdrängen. Einzig in den Pokalwettbewerben stand er regelmäßig im Tor, der Klub schied jedoch in der Anfangsphase der Wettbewerbe aus. Aufgrund der mangelnden Spielpraxis rutschte er jedoch aus der Nationalmannschaft und verpasste somit die Teilnahme an der Europameisterschaftsendrunde 2016. Nach dem Turnier berief ihn nach dem Nationalmannschaftsabschied Isakssons der neue Nationaltrainer Janne Andersson wieder in die Nationalelf, wo er sich jedoch hinter Robin Olsen einordnen musste und sich insbesondere mit Karl-Johan Johnsson ein Duell um die Rolle des ersten Ersatzmannes lieferte. Auch in der Premier-League-Spielzeit 2017/18 war er bei seinem Klub nur Ersatzmann und blieb ohne Spieleinsatz während er im FA Cup 2017/18 bis zum Ausscheiden im Viertelfinale gegen Tottenham Hotspur alle sieben Spiele bestritten hatte. Dennoch gehörte er im Sommer 2018 zum 23 Spieler starken Kader für die WM-Endrunde in Russland, kam dort aber nicht zum Einsatz.
Seit der Rückrunde der Saison 2019/2020 stand er  in der Türkei bei Gençlerbirliği Ankara unter Vertrag. Dort war er auf Anhieb Stammspieler, in der Spielzeit 2020/21 bestritt er 36 der 40 Saisonspiele. Der Klub belegte am Saisonende den vorletzten Tabellenplatz und stieg in die zweitklassige TFF 1. Lig ab. Nach Saisonende gehörte er in den Kader der schwedischen Auswahl bei der Europameisterschaft 2021. Die Mannschaft erreichte das Achtelfinale, wo Schweden gegen die Ukraine ausschied. Dabei war Nordfeldt nicht eingesetzter Ersatzmann von Olsen.

### Rückkehr nach Schweden
Nach dem Abstieg in der Türkei war Nordfeldt kurzzeitig vertragslos. Anfang August 2021 unterzeichnete er einen bis zum Saisonende gültigen Halb-Jahres-Vertrag bei AIK. Anschließend verdrängte er unter Trainer Bartosz Grzelak den bisherigen Stammtorhüter Budimir Janošević, der in den bisherigen 15 Saisonspielen im Tor gestanden und mit 13 Gegentoren den Klub in Schlagdistanz zur Tabellenführung gehalten hatte.